# Leck mich im Arsch
Leck mich im Arsch (Laßt froh uns sein, Лизни мене в дупу) — канон для 6 голосів сі-бемоль мажор K. 231/382c, один із шести канонів, написаних Моцартом в 1782 році у Відні. Призначався для виконання на шість голосів з товаришами на дружніх вечірках, опублікований після смерті Моцарта його вдовою.
Перший рядок тексту канону, Leck mich im Arsch — «Лизни мене в дупу» — вульгаризм, ймовірно, вперше з'явився в німецькій літературі в драмі Гете Гец фон Берліхінген, опублікованій в 1773 р.; цими словами Гец відповідає посланцю імператора.
Видавці Брайткопф і Хартель, яким вдова Моцарта передала рукописи канонів у 1799 р. опублікували канон під пом'якшеною назвою Laßt froh uns sein («Радіймо!»).
Літературним перекладом назви канону буде: «поцілуй мене в дупу».

## Слова
Leck mich im Arsch!
Lasst uns froh sein!
Murren ist vergebens!
Knurren, Brummen ist vergebens,
ist das wahre Kreuz des Lebens.
Drum lasst uns froh und fröhlich sein!
Переклад:
Лизни мене в дупу!
Будьмо щасливі!
Бурчання марно!
Гарчання, гул — дарма,
Це — справжній хрест життя.
Так давайте будемо радісні й щасливі!

## Слова і ноти
- NMA III/10: Kanons, Edition (Dunning, 1974) // mozarteum.at [Архівовано 12 листопада 2020 у Wayback Machine.]
- Виконання. Chorus Viennensis, Uwe Christian Harrer [Архівовано 26 лютого 2020 у Wayback Machine.]